# Washingtonski konsenzus
Washingtonski konsenzus je ime za deset neoliberalnih ekonomskih prijedloga odnosno smjernica koje su predložene 1989. godine i koje su SAD, Kanada, Latinska Amerika i europske države, posebice zapadne, sprovodile sljedećih 20 godina. Prevladavajuća koncepcija je radikalno osporavanje regulacija unutar država, kao procesa globalizacije, zahtijevajući pritom i deregulaciju komercijalne razmjene, smatrajući da su državne granice prepreka kolanju dobara, usluga i kapitala.

## Popis prijedloga
1. Fiskalna disciplina
2. Preusmjeravanje javnih rashoda
3. porezna reforma čiji cilj je snižavanje poreza
4. Liberalizacija kamatnih stopa
5. Konkurentski tečaj
6. trgovinska liberalizacija to jest ukidanje ili veliko smanjivanje poreza i carina na uvoz
7. liberalizacija inozemnih investicija
8. privatizacija državnih tvrdaka i usluga
9. deregulacija to jest ukidanje raznih zakona i drugih mjera koje ograničavaju tržišnu utakmicu
10. zakonska zaštita vlasničkih prava[2]

## Kritike dokumenta
Iako je službeni cilj dokumenta bio reformirati ekonomske mehanizme zemalja s velikim dugom (prvenstveno Latinske Amerike), u praksi je provedba tog sporazuma dovela do nagovještaja novih oblika kolonijalizma. Čak su se i neki utjecajni dužnosnici iz najjačih svjetskih ekonomskih organizacija pobunili protiv načina sprovođenja tog dokumenta. Tako je Joseph Stiglitz, poznati američki ekonomist, upozoravao na licemjerje triju najvećih svjetskih ekonomskih subjekata - MMF-a, WTO-a i Svjetske banke. Ističe negativne primjere ekonomske tranzicije i globalizacije u postkomunističkim zemljama, prvenstveno Rusiji (u čemu se hrvatsko iskustvo ne razlikuje mnogo), a istodobno nabraja pozitivne primjere (Kina i Poljska) tranzicije i globalizacije koji su bili oslonjeni na domaće koncepcije te koji nisu bespogovorno slijedili upute i konstrukcije MMF-a, Svjetske banke, američkog Ministarstva financija, WTO-a i ostalih čimbenika.

## Prihvaćanje i kraj
Washingtonski konsenzus su prihvatile razvijene zapadne države i države Latinske Amerike, dok su ga s druge strane Kina i Indija, koje su od njega ostvarile najveću korist, zbog ukidanje carinskih barijera odbile. Krajem prvog desetljeća 21. stoljeća većina država Latinske Amerike su pojedinačno odustale od konzensusa na različite načine. Otvoreno pitanje i predmet stalnih rasprava među ekonomistima je je li ovaj konsenzus još uvijek postoji ili ne, dodatno se je pojačao kad je britanski premijer Gordon Brown 2009. godine rekao da je stari Washingtonski konzensus gotov. s čime se 2011. godine složio predsjednik MMFa Dominique Strauss-Kahn Od 2004. godine se kao protuteža ovom konsenzusu prvi put počeo spominjati Pekinški konsenzus